# Hrabstwo Kit Carson

Piramida wieku hrabstwa

Hrabstwo Kit Carson (ang. Kit Carson County) – hrabstwo w stanie Kolorado w Stanach Zjednoczonych.

## Geografia
Według spisu z 2000 roku obszar całkowity hrabstwa obejmuje powierzchnię 2161,56 mili2 (5598,41 km²), z czego  2160,87 mili2 (5596,63 km²) stanowią lądy, a 0,69 mili2 (1,79 km²) stanowią wody. Według szacunków United States Census Bureau w roku 2012 miało 8094 mieszkańców. Jego siedzibą administracyjną jest Burlington.

### Miasta
- Bethune
- Burlington
- Flagler
- Seibert
- Stratton
- Vona